# Ортоландия
Ортоландия (порт. Hortolândia)  —  муниципалитет в Бразилии, входит в штат Сан-Паулу. Составная часть мезорегиона Кампинас. Находится в составе крупной городской агломерации Кампинас. Входит в экономико-статистический  микрорегион Кампинас. Население составляет 190 781 человек на 2007 год. Занимает площадь 62,224 км². Плотность населения — 3.243,0 чел./км².

## История
Город основан 19 мая 1991 года.

## Статистика
- Валовой внутренний продукт на 2005 составляет 2.851.580.000,00 реалов (данные: Бразильский институт географии и статистики).
- Валовой внутренний продукт на душу населения на 2004 составляет 12.607,86 реалов (данные: Бразильский институт географии и статистики).
- Индекс развития человеческого потенциала на 2000 составляет 0,790  (данные: Программа развития ООН).

## География
Климат местности: горный тропический. В соответствии с классификацией Кёппена, климат относится к категории Cwa.

## Галерея

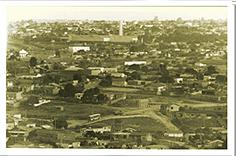
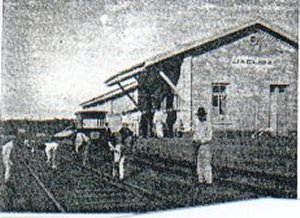
Вокзал
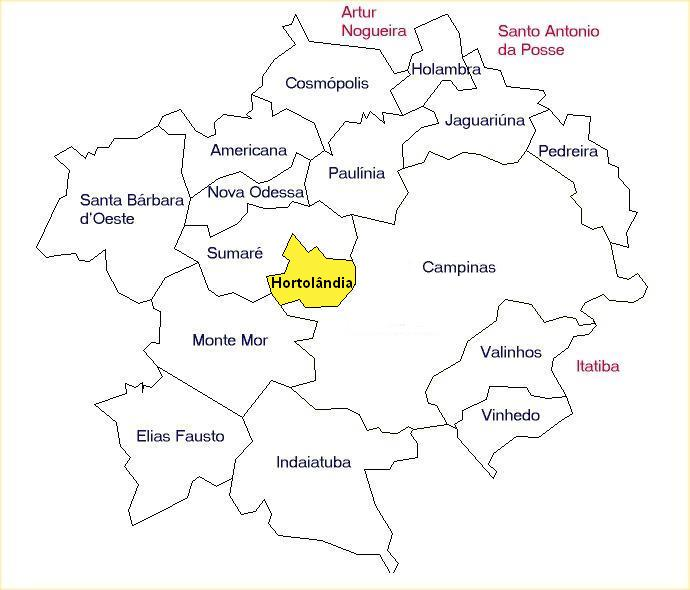
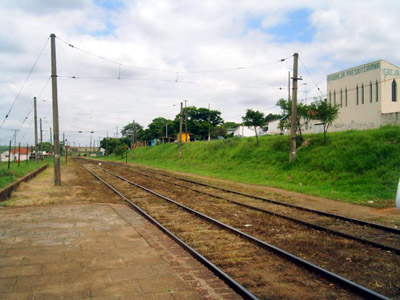